# Stephan Zander
Stephan Zander (* 9. Oktober 1965) ist ein ehemaliger deutscher Fußballspieler.

## Sportlicher Werdegang
Zander spielte im Seniorenbereich von 1984 bis 1990 Fußball. Begonnen hatte er in der Jugendabteilung der SG Wattenscheid 09, mit deren B-Jugendmannschaft er am 18. Juli 1982 das Endspiel um die Deutsche B-Junioren-Meisterschaft erreichte. Im heimischen Lohrheidestadion wurde die B-Jugend von Eintracht Frankfurt mit 3:1 bezwungen; Michael Skibbe an seiner Seite erzielte allein zwei Tore.
Von 1984 bis 1986 gehörte er der Ersten Mannschaft an, für die er in der 2. Bundesliga insgesamt 17 Punktspiele bestritt. Des Weiteren kam er auch in der 1. und 2. Runde des nationalen Pokalwettbewerbs, beim 5:3-Sieg über die Amateurmannschaft des FC Bayern München und der 0:4-Niederlage im Heimspiel gegen den SV Waldhof Mannheim, zum Einsatz.
Von 1986 bis 1988 kam er dann in 55 Punktspielen für die Amateurmannschaft der SG Wattenscheid 09 in der seinerzeit drittklassigen Oberliga Westfalen zum Einsatz, in denen er vier Tore erzielte.
Am 15. Mai 1988 (34. Spieltag) kam er das einzige Mal für die Amateurmannschaft des 1. FC Köln, beim 3:3-Unentschieden im Heimspiel gegen den Liganeuling SSG 09 Bergisch Gladbach, in der Oberliga Nordrhein zum Einsatz.
Seine letzten beiden Jahre seiner Spielerkarriere verbrachte er ebenfalls in der Oberliga Nordrhein, jedoch für den Wuppertaler SV. Für den Verein bestritt er insgesamt 17 Punktspiele sowie aufgrund der errungenen Meisterschaft 1990 drei Spiele in der Gruppe Nord um den Aufstieg in die 2. Bundesliga, was mit Platz 4 misslang.

## Erfolge
- Meister Oberliga Nordrhein 1990 (mit dem Wuppertaler SV)
- Deutscher B-Juniorenmeister 1982 (mit der SG Wattenscheid 09)